# Insektoid
Insektoid – każdy byt przypominający wyglądem ciała owady lub pajęczaki. Nazwa powstała po dodaniu do słowa insect (ang. owad) końcówki -oid.
Insektoidalne roboty są budowane dla wojska. Badania rozwojowe są ukierunkowane na miniaturyzację tych robotów, aby mogły pełnić rolę latających szpiegów lub zwiadowców. Insektoidy w robotyce mogą także zwiększyć efektywność przemierzania różnych terenów przez roboty.
Insektoidy często można spotkać w fantastyce naukowej, np. w powieściach takich jak Kawaleria kosmosu oraz w serialach telewizyjnych, m.in. Star Trek i Doctor Who. Pojawiają się one też w grach komputerowych, zarówno tych starszych (Starflight) jak i nowszych – StarCraft czy Warhammer 40.000. Insektoidy można również  spotkać w filmach i grach z serii Gwiezdne wojny oraz w filmie Dystrykt 9.